# 中国常驻联合国环境规划署代表处
中华人民共和国常驻联合国环境规划署代表处（英語：Permanent Mission of the People's Republic of China to the United Nations Environment Programme），简称中国常驻环境署代表处，位于肯尼亚内罗毕，是中华人民共和国政府常驻联合国环境署的外交代表机构，设在中华人民共和国驻肯尼亚共和国大使馆。常驻代表由中华人民共和国驻肯尼亚共和国特命全权大使担任。

## 历史沿革
1976年1月11日，中国政府在内罗毕设置常驻联合国环境规划署代表处。